# Jeudi noir (Seconde Guerre mondiale)
 (décembre 2014).
Si vous disposez d'ouvrages ou d'articles de référence ou si vous connaissez des sites web de qualité traitant du thème abordé ici, merci de compléter l'article en donnant les références utiles à sa vérifiabilité et en les liant à la section « Notes et références ».
Pour les articles homonymes, voir Jeudi noir.
Le 15 août 1940 est appelé le jeudi noir de la Luftwaffe en raison du cuisant échec qu'elle enregistre ce jour-là au-dessus de l'Angleterre face à la Royal Air Force, au tout début de la bataille d'Angleterre.

## Déroulement
Le 13 août 1940, l'état-major allemand décide de changer de tactique : après le bombardement des convois, il convient désormais de frapper la Royal Air Force (RAF) sur ses bases et dans les airs afin d'anéantir la défense aérienne alliée.
Le 15 août, persuadé que la RAF a perdu près de 300 appareils (soit la moitié de son effectif théorique) et que les avions basés dans le nord du Royaume-Uni ont été déplacés plus au sud, il lance dans la bataille la Luftflotte 5, basée en Norvège et au Danemark. Celle-ci devait attaquer des objectifs en Écosse et dans les Midlands, mais les chasseurs de la RAF sont toujours là et infligent des pertes sévères (20 %) à la force d'attaque. La Luftflotte 5 est retirée de la bataille et ses appareils sont envoyés en renfort pour les Luftflotten 2 et 3.
Cet échec s'explique par une mauvaise évaluation des pertes alliées mais aussi par le fait que le réseau radar britannique fonctionne alors à plein, alors que les officiers allemands n'ont pas encore appris à intégrer cette nouvelle donnée. Les appareils allemands, accrochés une première fois à leur arrivée au-dessus des côtes, sont à nouveau attaqués au retour, surtout les bombardiers qui sont alors souvent abandonnés par leurs escorteurs (les Messerschmitt Bf 109 ayant une autonomie trop réduite). Ils se déroutent alors mais tombent à nouveau sur des forces alliées fraîches, que les stratèges britanniques ont pu garder en réserve, grâce aux renseignements apportés par les radars. Cet enchaînement de combats fatigue les pilotes allemands et vide les réservoirs de leurs machines.
Le 15 août étant un jeudi, il est appelé « Jeudi noir » par la Luftwaffe.
Ce jour-là, les Britanniques auront perdu 31 chasseurs, tous abattus face aux Luftflotten 2 et 3, auxquels il faut ajouter 12 appareils endommagés ; ils auront aussi perdu au moins 9 bombardiers Whitley (des nos 77 et 102 Sq), détruits au sol. De leur côté, les Allemands doivent rayer de leurs effectifs pas moins de 66 appareils (dont 22 pour la seule Luftflotte 5). À noter que ce jour, un Spitfire piloté par le Pilote/Opérateur Richard Hardy, engagé trop loin sur le continent, fut contraint à l'atterrissage par l'Oberleutnant Georg Claus, ce qui procura un appareil presque intact à la Luftwaffe qui put l'étudier à loisir.

## Conséquences
Le 18 août 1940 est le jour le plus meurtrier de la bataille d'Angleterre, mais le choc psychologique du 15 août fut bien plus grand. C'est ce jour-là que le mythe de l'invincibilité aérienne allemande commença à s'effriter, effritement qui devait sans cesse continuer malgré les victoires terrestres de l'Axe. En particulier, Adolf Galland, qui était alors très écouté de Hermann Göring et d'Adolf Hitler, se fit la voix de ses camarades pour exiger une gestion plus économe et plus rationnelle des hommes. Pour une fois, il n'obtint pas gain de cause et la bataille d'Angleterre se solda par d'énormes pertes pour la Luftwaffe.